# قشة قزم غربي
القِشَّة القَزَم الغربي (الأسم العلمي: Cebuella pygmaea) أحد أنواع سعادين القشة، وأصغر أنواع سعادين المعروفة في العالم. ويعيش في شمال غرب غابات الأمازون المطيرة في البرازيل وكولومبيا والإكوادور وبيرو. ويبلغ طولها من 14-16 سم ووزنها من 12-140 جرام. توجد عادة في الغابات دائمة الخضرة وحافة الأنهر وهي متخصصة في تغذية الصمغ.
كان يُنظر إليه سابقًا على أنه خاص مع بالقِشَّة القزم الشرقي المُماثل، والذي يحتوي على أجزاء سفلية بيضاء. على الرغم من أن القِشَّة القزم الغربي يظهر في الغرب أكثر من نظيرها الشرقي، فإن الفواصل الأساسية لنطاقه هي نهر الأمازون (نهر سوليميس) ونهر مارانيون، حيث يظهر القِشَّة الغربي في الشمال والقِشَّة الشرقي في الجنوب.

## الأنواع
هناك نوعان فرعيان وصفهما كولن جروفز من القشة القزم:
1- القشة القزم الغربي (Cebuella pygmaea)
2- القشة القزم الشرقي (Cebuella niveiventris)

## الوصف الجسدي
تُعتبر القشة القزم الغربي أصغر سعادين في العالم. لا تمتلك هذه سعادين سوى درجة طفيفة من مثنوية الشكل الجنسية. في البرية، يبلغ متوسط وزن الذكر 110 جرامًا (3.9 أونصة)، وهو أصغر قليلًا من متوسط وزن الأنثى الذي يبلغ 122 جرامًا (4.3 أونصة). يبلغ متوسط طول جسم القشة القزمية الغربية كاملة النمو 13 سم (5.1 بوصة)، وذيل مميز بحلقات سوداء أطول في المتوسط من أجسادها بـ 20 سم (7.9 بوصة). لديهم "فراء ذهبي بني اللون رقيق مع وجود علامة سوداء على أكتافهم، وظهورهم، ورؤوسهم، في حين أن فروهم البطني أصفر فاتح اللون ضارباً إلى البياض". هناك اختلافات جسدية قليلة جدًا بين النوعين في جنس السيبويلا، مع اختلاف طفيف فقط في لون الفرو. على غرار أنواع قرود العالم الجديد الأخرى، يمتلك القشة الغربية أظافرًا طويلة تشبه المخالب على جميع أصابعه، والتي تستخدم بشكل أساسي للتسلق والبحث عن الطعام. جمجمتهم مشابهة لجمجمة جنس كاليثريكس، ربما بسبب سلوكهم في اقتلاع الأشجار وجهازالهيكل الطرفي الذي تم تشكيله من خلال فترات طويلة من التشبث والتسلق وحركتهم المقلوبة تحت الأغصان. في حين أن القشة القزمية تقفز إلى أبعد مسافة بالنسبة لطول أجسامها، فإنها ليست فعالة جدًا في قفزاتها، وبالتالي نادرًا ما تفعل ذلك.

## التوزيع
موطن القشة القزم الغربي هو أمريكا الجنوبية، ويحتل نطاقًا يتقاطع الحدود لكلاً من بوليفيا والبرازيل وكولومبيا والإكوادور وبيرو. في البرازيل، يمكن العثور عليها في حوض الأمازون العلوي، شمال نهر سوليموس، غرب نهر جابورا وجنوب نهر كاكويتا في كولومبيا. هناك مجموعة فرعية صغيرة منها معزولة غرب ريو هوالاجا في شمال بيرو، والتي تثير قلق الباحثين، حيث تهدد الضغوط البشرية هذه المجموعة الصغيرة. وهم يفضلون موطن الأراضي المنخفضة داخل الغابات الاستوائية التي تغمرها المياه لأكثر من ثلاثة أشهر سنويًا. ولذلك فإن موائلها تكون في المناخات الاستوائية ضمن المستنقعات أو الغابات المطيرة.

## السلوك
يصل عدد أفراد مجموعة القشة القزمة في هذه الفصيلة من اثنين إلى تسعة، واحد أو اثنين من الذكور البالغين مع إناثة واحدة أو اثنين، بما في ذلك أنثى وحيدة التكاثر. تتراوح فترة الولادة ما بين 149 إلى 76 يومًا. خلافا لغيرها من سعادين القشة، لا توجد علاقة بين عدد الذكور البالغين وعدد الأطفال والأولاد. ومع ذلك، هناك علاقة إيجابية كبيرة بين عدد الأحداث وعدد أعضاء المجموعة من البالغين. تبقى القشة القزمة في المجموعة لمدة دورتين متتاليتين من الولادة. إذا لم ترغب أنثى القشة المهيمنة في أن يتكاثر أعضاء مجموعتها التابعة، فيمكنها إنتاج إشارات فرمونية تثبط الهرمونات (إفراز LH) مما يؤدي إلى فشل التبويض. ومع ذلك، هذا لا يعمل دائما. إذا نجحت إحدى أعضاء المجموعة الأنثوية في التكاثر، فقد تلجأ الأنثى المهيمنة إلى قتل النسل.
يعتبر قرد القشة القزم الغربي من الحيوانات آكلة الحشرات، وبالتالي فإن نظامه الغذائي يأتي بشكل أساسي من الإفرازات وعصارة الأشجار. كما يمكن العثور عليه في بعض الأحيان وهو يأكل المفصليات والفواكه.
تستخدم سعادين القشة القزمة أنواع خاصة من الاتصالات لإعطاء تنبيهات وتحذير لأفراد عائلتها. وتشمل هذه أنواع الاتصالات الكيميائية والصوتية والبصرية. ويعتقد أنها تعمل على تعزيز التماسك الجماعي وتجنب المجموعات الأخرى.

## التهديدات وحالة الحفظ
اعتبارًا من عام 2015، تم إدراج قرد القشة القزم الغربي من قبل الاتحاد الدولي لحفظ الطبيعة على أنه معرض للخطر بناءً على معايير A4cd. بناءً على تقييماتهم، انخفض أعدادها بأكثر من 30% منذ عام 2009. ووفقًا للاتحاد الدولي لحفظ الطبيعة، يمكن أن يعزى هذا الانخفاض بشكل أساسي إلى التهديدات البشرية بما في ذلك إزالة الغابات والزراعة والتعدين والمستوطنات. في حين أن منطقة توزيع القشة القزم الغربي كبيرة، فإن نظامهم الغذائي المتخصص يؤدي إلى موطن مناسب أصغر بكثير داخل المنطقة التي يعيشون فيها. علاوة على ذلك، فقد تأثرت هذه الأنواع بتجارة الحيوانات الأليفة الغريبة، وتحديدًا في مناطق نطاقها التي تتزامن مع الإكوادور والبيرو. كان الصيد تقليديًا أيضًا مصدر ضغط للقشة القزم، حيث أن الصيد الحي هو ممارسة شائعة للأطفال والبالغين في العديد من مجتمعات السكان الأصليين، فضلاً عن أكلهم وقتلهم لممارسة التصويب.
في حين أن الاتحاد الدولي لحفظ الطبيعة يعتبر حيوان القشة القزم الغربي ضعيفًا وغير مهدد بالانقراض بعد، إلا أن العديد من العلماء يعتقدون أن هناك حاجة إلى المزيد لحماية هذه الحيوانات. تتضمن بعض أساليب الحفظ برامج تعتمد على "لعبة تعليمية يتعلم من خلالها الأطفال عن البيئة والسلوك والحفاظ على هذه الرئيسيات الصغيرة" بهدف زيادة الوعي من أجل المساعدة في الحفاظ على القشة القزمية وموائلها. يعتقد دي لا توري وموريلوس خواريز أن تثقيف المجتمعات المحلية يمكن أن يكون له آثار إيجابية طويلة المدى على الحفاظ على البيئة. على سبيل المثال، قاموا بإنتاج برامج تعليمية بيئية حيث كان الهدف هو تزويد الأطفال بالأدوات التي تمكنهم من التفكير في كيفية تأثير أفعالهم على البيئة. لدى دي لا توري وموريلوس خواريز أيضًا مبادرة تسمى "تدريس المعلمين" حيث تم تعليم المعلمين كيفية إنشاء دروس حول البيئة وحماية الرئيسيات وكان لها نتائج إيجابية بين الأطفال. ومع ذلك، يتهرب كلا المؤلفين من حقيقة أن تمكين المجتمعات المحلية وتثقيفها لا يكفي لحماية القشة القزم.

## اقرأ أيضا
- بهيات الشعر
- سعدان ليلي